# شارلوت مينو
شارلوت مينو (بالإنجليزية:Charlotte Mineau)(مواليد 24 مارس 1886 - وفيات 12 أكتوبر 1979). ممثلة سينمائية أمريكية في عصر السينما الصامتة .

## روابط خارجية
- شارلوت مينو على موقع IMDb (الإنجليزية)
- شارلوت مينو على موقع أول موفي (الإنجليزية)
- شارلوت مينو على موقع قاعدة بيانات الفيلم (الإنجليزية)